# The Foolish Virgin (film 1916)
The Foolish Virgin è un film muto del 1916 sceneggiato e diretto da Albert Capellani che ha come protagonisti Clara Kimball Young e Conway Tearle.
Basato sul romanzo di Thomas F. Dixon Jr., il film ebbe un remake nel 1924, un altro The Foolish Virgin che fu diretto da George W. Hill.

## Trama
Imbevuta di fantasie romantiche e cavalleresche, Mary Adams è una giovane insegnante che vive staccata dalla realtà. Quando, un giorno viene salvata da un'aggressione da Jim Anthony, lei lo identifica subito con Sir Galahad. Ma Jim, a dire il vero, è un malvivente. Deluso dal suo lavoro di inventore dopo che le sue invenzioni gli sono state rubate, si è dato ai furti. Sposa Mary, tenendola però all'oscuro delle sue attività illecite. Venendo a sapere che la madre, con la quale ha perso ogni contatto, vive tra le montagne del North Carolina, Jim convince la moglie a farle visita. La madre, però, neppure riconosce il figlio ma permette alla coppia di rimanere a dormire da lei. Scopre così che Jim ha nascosto dei gioielli rubati in una borsa e tenta di uccidere il proprio figlio. Mary ritrova il marito ferito con una coltellata e corre a chiamare un medico. Il dottor Mulford salva Jim ma poi gli consiglia di ritornare sulla retta via. Il giovane segue il consiglio. Si redime, restituisce i gioielli rubati e si riconcilia con la moglie.

## Produzione
Il film fu prodotto dalla Clara Kimball Young Film Corporation. Venne girato nei Blaché Studios di Fort Lee, in New Jersey.

## Distribuzione
Distribuito dalla Lewis J. Selznick Enterprises, il film uscì nelle sale cinematografiche statunitensi il 26 settembre 1916 con il titolo originale The Foolish Virgin. In Francia, fu distribuito come La Vierge folle il 26 dicembre 1919.
Non si conoscono copie esistenti della pellicola che viene considerata presumibilmente perduta.